# Risque de change
 (septembre 2016).
Améliorez-le ou discutez des points à vérifier. 
Le risque de change d'un actif financier est le risque pesant sur une position concernant une devise par rapport à une autre au sujet de la variation future du cours de change.
Par exemple, le fait de se faire payer en Europe, à terme, en dollars, peut, selon le cours euro-dollar, faire évoluer la valeur de la créance éventuellement accordée à un client américain.

## Démarche de prise en compte du risque de change
Le risque de change est un élément négatif du patrimoine de l'entreprise qui doit être valorisé en comptabilité. Selon le principe de prudence, le risque de change doit être provisionné.

### Comptabilisation du risque de change selon les normes françaises
- À la clôture de l'exercice, pour le montant du risque de perte de change.

| Intitulé de compte        | Débit | Crédit |
| ------------------------- | ----- | ------ |
| Compte soumis au risque   |       | C      |
| Écart de conversion (476) | D     |        |

La part du risque de perte de change non couverte est provisionnée mais non déductible.
L'exercice suivant, ce montant sera repris. Mais cette reprise n'est pas imposable. 
On pratiquera donc une déduction (fiscale) pour compenser le produit issu de la reprise comptable.
| Intitulé de compte              | Débit | Crédit |
| ------------------------------- | ----- | ------ |
| Dotation aux provisions         | D     |        |
| Provision pour risque de change |       | C      |

- À la clôture de l'exercice, pour le montant du gain de change.

| Intitulé de compte        | Débit | Crédit |
| ------------------------- | ----- | ------ |
| Écart de conversion (477) |       | C      |
| Compte soumis au gain     | D     |        |

Au transfert de flux de trésorerie, la perte ou le gain de change est constaté en charge ou produit.

### Comptabilisation du risque de change selon les normes internationales
Pour les normes IFRS, les écarts de conversion pour perte de change sont à enregistrer en charge et donc non provisionnés. 

### Couverture du risque de change
Il existe plusieurs méthodes pour diminuer une exposition au risque de change.
Prenons le cas d'un constructeur automobile français qui désire vendre ses voitures à l'étranger.
Dans l'optique de diminuer ses coûts logistiques et/ou le temps de transport, le constructeur peut décider de construire une usine à l'étranger. Ceci implique alors des dépenses importantes en devise locale.
Il naît alors un risque de change sur le projet et notamment sur toute la valeur de l'usine. Celui-ci pourra être diminué en émettant une obligation en devise locale qui servira à financer l'usine. Ainsi, si la paire monte, la contre-valeur en euro de l'usine baissera, mais aussi la contre-valeur en euro de la dette contractée en devise locale.
Puis, dès la mise en production de l'usine, le constructeur va chercher à générer ses coûts dans la même devise que ses recettes (les ventes de voitures) pour diminuer encore son risque de change. 
Ainsi, il essaiera de se faire fournir par des sous-traitants locaux et embauchera de la main d’œuvre locale payée en devise locale.
Enfin, il restera un montant en devise locale non couvert (appelé situation nette) qui correspond aux bénéfices réalisés par l'entreprise.
Celui-ci sera protégé en utilisant procédures de couverture financière spécifiques à la situation particulière, principalement bancaires.